# Sengvilay Chanthasili
Sengvilay Chanthasili (* 3. November 1987 in Vientiane) ist ein laotischer Fußballspieler.

## Karriere

### Verein
Sengvilay Chanthasili stand 2014 beim Hoang Anh Attapeu FC in Attapeu unter Vertrag. Wo er vorher gespielt hat, ist unbekannt. 2015 wechselte er zum Lanexang United FC. Der Verein aus der laotischen Hauptstadt Vientiane spielte in der ersten Liga des Landes, der Lao Premier League. 2015 wurde er mit dem Verein Vizemeister, 2016 feierte er mit dem Verein die laotische Meisterschaft. Nach der Meisterschaft verließ er den Verein und schloss sich Vientiane Capital an. 2018 unterschrieb er einen Vertrag beim Erstligisten Lao Toyota FC. Mit Lao Toyota feierte er im gleichen Jahr seine zweite Meisterschaft. 2019 ging er nach Thailand. Hier spielte er die Hinserie beim Viertligisten Phitsanulok FC in Phitsanulok. Der Verein spielte in der vierten Liga, der Thai League 4, in der Northern Region. Die Rückserie stand er beim Krabi FC in Krabi unter Vertrag. Mit Krabi spielte er in der dritten Liga, der Thai League 3, in der Lower Region. 2020 kehrte er in seine Heimat zurück. Hier schloss er sich dem Erstligisten Master 7 FC an. Am 1. Juli 2020 verpflichtete ihn der Zweitligist Muanghat United FC. Hier stand er bis Saisonende unter Vertrag. Die Saison 2021 wurde er vom Erstligisten Viengchanh FC unter Vertrag genommen. Im Januar 2022 unterschrieb er einen Vertrag beim ebenfalls in der ersten Liga spielenden Young Elephants FC. 2022 gewann er mit dem Verein den Lao FF Cup sowie die laotische Meisterschaft. Ein Jahr später wurde er erneut mit den Elephants laotischer Meister.

### Nationalmannschaft
Sengvilay Chanthasili spielt seit 2017 in der laotischen Nationalmannschaft. Bisher bestritt er vier Länderspiele.

## Erfolge
Lanexang United FC
- Laotischer Meister: 2016

Lao Toyota FC
- Laotischer Meister: 2018

Young Elephants FC
- Laotischer Meister: 2022, 2023
- Laotischer Pokalsieger: 2022